# Istituto d'arte applicata e design
L'Istituto d'Arte Applicata e Design (IAAD) è un'università privata di arti applicate e design nata a Torino nel 1978.

## Storia
A partire dal 2013, anno dell'apertura della nuova sede nel quartiere torinese di Aurora, i trienni post diploma IAAD vengono ufﬁcialmente accreditati dal Ministero dell'istruzione, dell'università e della ricerca in qualità di diplomi accademici di primo livello. Nel 2017 l'università ha inaugurato una nuova sede a Bologna.

## Struttura
L'istituto dispone di otto dipartimenti:
- Communication design
- Digital Communication design
- Digital Communication and Computer Science Design
- Innovation design
- Interior design
- Product design
- Textile and Fashion design
- Transportation design

### Associazioni di categoria
- ADI - Associazione per il design industriale, su adi-design.org.
- AIPI - Associazione italiana progettisti in architettura di interni, su aipi.it.
- AIAP - Associazione italiana progettazione per la comunicazione visiva, su aiap.it.
- ANFIA - Associazione nazionale fra industrie automobilistiche, su anfia.it.